# Jorge Rojas (poeta)
Jorge Enrique Rojas Castro (Santa Rosa de Viterbo, 20 de noviembre de 1911-Bogotá, 12 de mayo de 1995) fue un escritor, poeta, abogado y editor colombiano. Sus padres fueron Luis Alejandro Rojas Pérez y Ana Rosa Castro.

## Biografía
Escritor colombiano, abogado, fundador del grupo Piedra y cielo (1939) y patrocinador de la publicación de los cuadernos del mismo nombre. Su primera obra poética "La Forma de su Huida" (1939) revela el culto a Juan Ramón Jiménez, que se extiende a Pablo Neruda. Su poesía se torna americanista, y adquiere un tono intimista y sensual en "La Ciudad Sumergida" (1939), "Rosa de Agua" (1941), "Soledades" (1948), "La Doncella de Agua" —drama teatral en verso— (1948), "Cárcel de Amor" (1976). En su último poemario "Huellas" (1993), demostró el conocimiento de la poesía clásica y romántica españolas y retomó con madurez sus tópicos favoritos: el transcurrir doloroso del tiempo, la muerte y el amor, con admirable, en versos de acabada factura y en un ambiente poético de sueño. Fue el fundador, en 1969, y primer director del Instituto Colombiano de Cultura (COLCULTURA), hoy Ministerio de Cultura, e iniciador de la publicación de importantes obras de autores colombianos y universales en ediciones de bolsillo a precios populares.
Entre los varios hitos que alcanzó, se destaca la donación del terreno para la construcción de la iglesia y el Colegio de Quiba, una hermosa población ubicada al sur de Bogotá en la parte rural de Ciudad Bolívar (Bogotá) de la cual el poeta se expresó así: "Quiba, que en Chibcha significa 'Bosque Hermoso' y también 'Mirador', permite ver algunos de los árboles nativos que han dado sombra a través de los siglos". Actualmente, Quiba es considerada como un santuario hídrico y de flora y fauna propia de los suelos semiáridos de la localidad. Además, como una fuente de agua para todas las veredas cercanas, enfocada en la agricultura y el turismo ambiental y gastronómico. En ella se mantiene la iglesia San Martín de Quiba, construida por el poeta en 1954, una casa de estilo colonial con una cripta con restos de personas indígenas y una escuela, que hacían parte de su hacienda, de la que fue vendiendo lotes a sus trabajadores. Ellos, posteriormente, construirían el acueducto comunitario Asoquiba, un hito en la historia de las organizaciones por el bien común en Colombia